# Acaena tesca
Acaena tesca é uma espécie de rosácea do gênero Acaena, pertencente à família Rosaceae.